# 自転車シェアリング

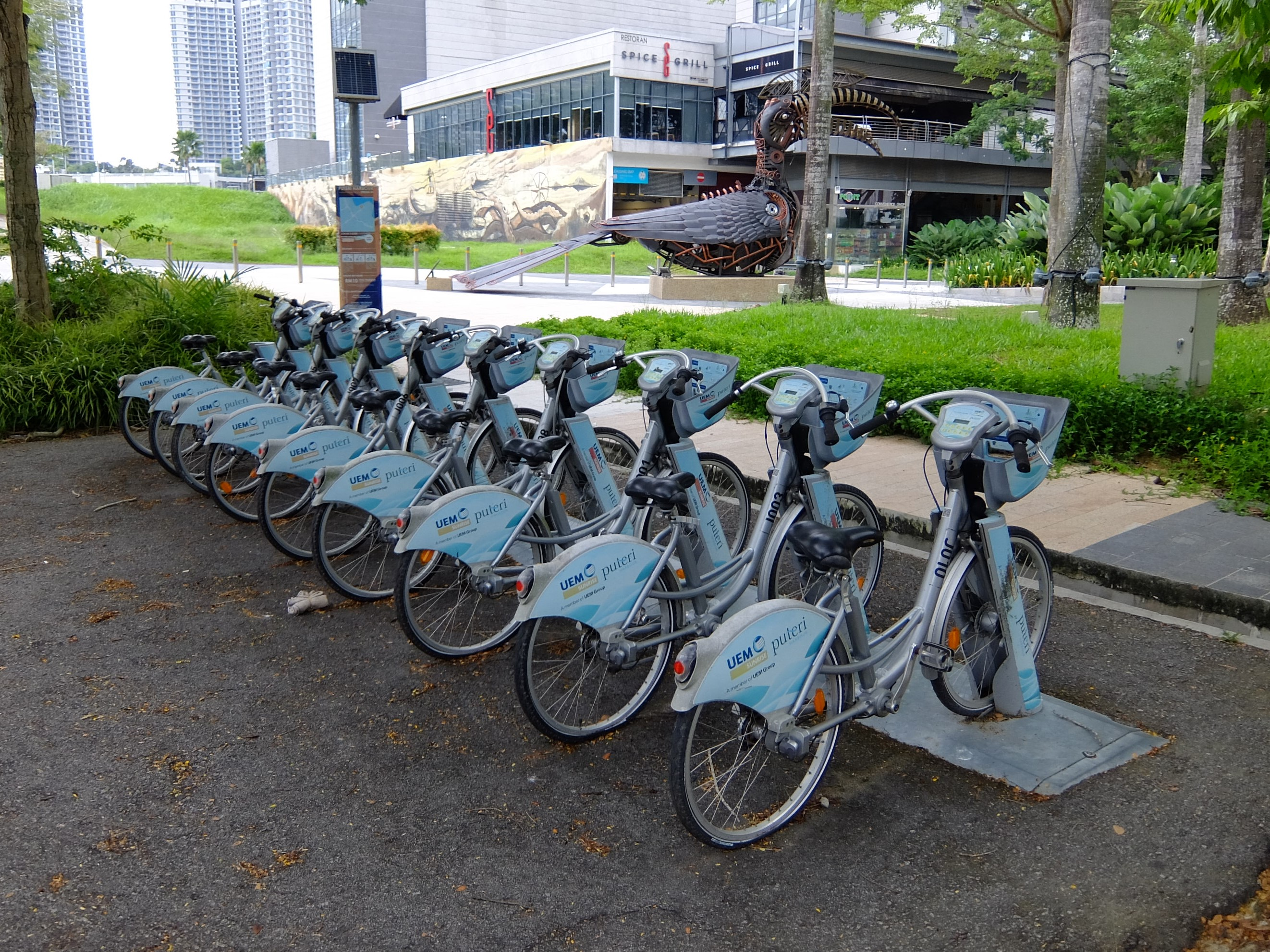
マレーシアの自転車シェアリング

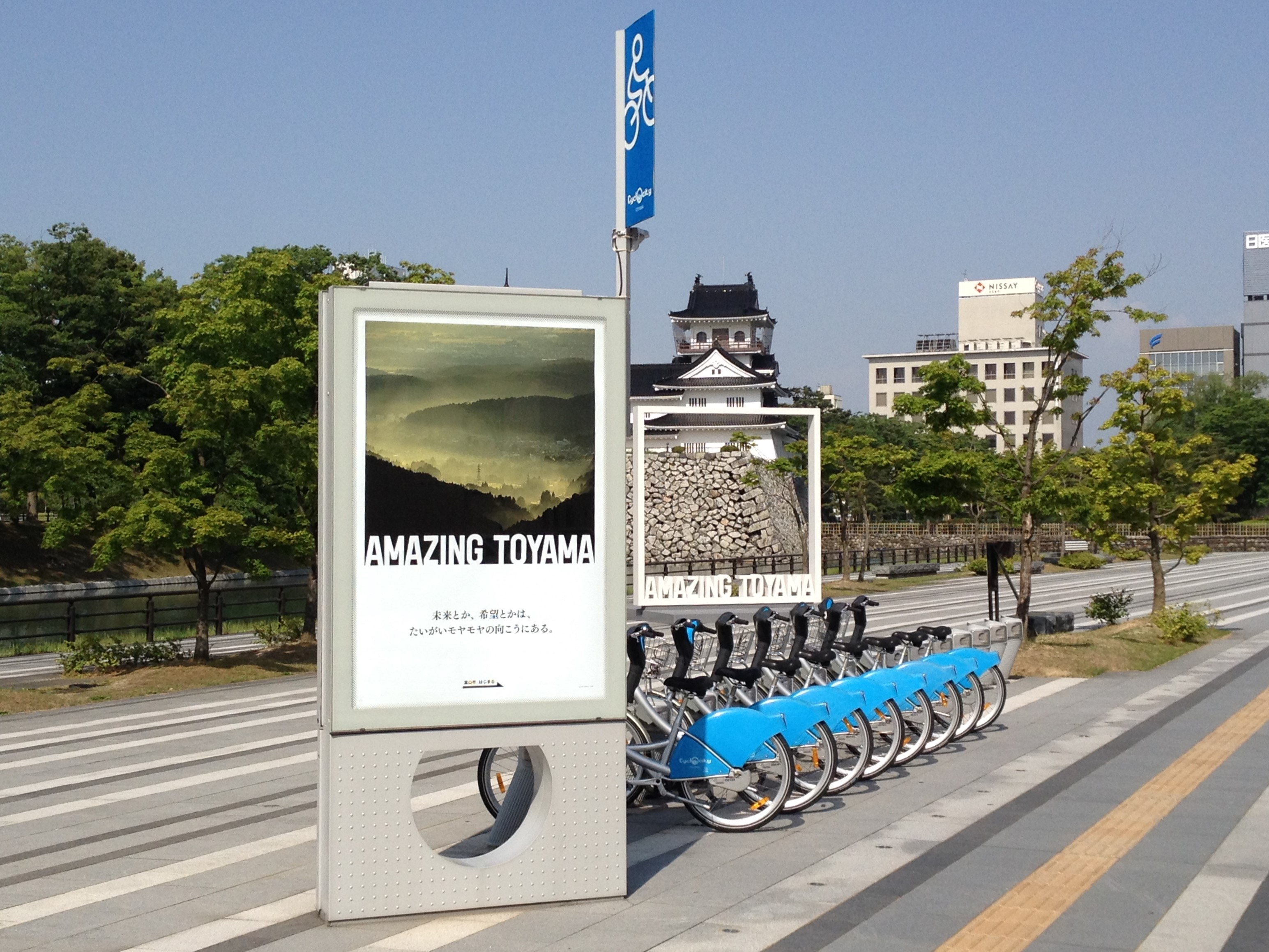
富山市の磁気カード方式シェア自転車「アヴィレ」

自転車シェアリング（じてんしゃシェアリング, A bicycle-sharing system）は、自転車を有料で貸し出す（レンタル）事業の一つ。公共交通機関として位置づけられる。
北米や欧州、中国など先進国を中心に2,300の都市で導入されており、日本では1981年の仙台市から実証実験が開始され、1992年には練馬区で試験が行われており、2005年に世田谷区でレンタサイクル拡充としての試験が開始され、富山市で2010年から事業として正式に開始された。2019年時点で日本は225の自治体で導入が行われており、導入都市数において中国、アメリカに次ぐ世界有数の自転車シェアリング国家となっている。
海外では1965年にオランダ・アムステルダムで無施錠式の誰もが利用できる形式のシェアサイクルが導入されているが、盗難や破壊が相次いだことで失敗に終わっている。1995年にはデンマークのコペンハーゲンでコイン式デポジットラックを設けた形として開始されるが、盗難や破壊の問題が解決できず、最終的に企業広告を導入し、広告収入で賄う運営方式を確立している。1996年にはイギリスのポーツマス大学で個人特定が可能な磁気カードが開発されたことでイギリスではカード認証式としての導入を開始。1998年にはフランスのレンヌでカード認証式に加えGNSS（GPS）などで動態管理できるシステムを導入し、財政面では広告収入による運営方式としての自転車シェアリングが開始されており、2007年にはリヨン、パリなどに普及が拡大した。
2016年、中国でスマートフォン認証による駐輪場を持たない乗り捨て自由な「ポートレス型」としての導入が開始されているが、無秩序な駐輪や放置、盗難や放棄が相次いだことで社会問題化し、2017年にはポートレス型に対する規制が各国で開始されており、規制に対応できない事業者や、貸し出し車両の破壊に苦しむ企業の多くが撤退した。

## 日本の概要
日本でもシェアサイクルを導入した自治体の6割で赤字を計上しており、黒字化が難しい状況となっている。これは、大都市以外では経費に対し利用者が少なく、利用収入が少ないことや、車両の再配置費用がコスト全体の4割程度を占めることで事業を圧迫するためである。なお、この結果に対し国交省では、広告の導入やネーミングライツの貸与、再配置に関しAI技術の活用やポートの大型化、電動アシスト自転車に対する充電装置の導入などによりコストの削減が可能であるとしている。
つくば市では、2021年10月1日からシェアサイクル事業の実証実験「つくチャリ」を開始し、つくチャリで採用された自転車にはギアにシリコンが内蔵され、シリコンの圧縮と反発を利用して漕ぐ力の低減を図った非電動式の自転車である「FREE POWER」社製の自転車が採用されている。
2021年10月7日の夜間に首都圏を襲った震度5強となる千葉県北西部地震により、鉄道など公共機関が軒並み運休し、タクシーも緊急事態宣言の影響で、稼働台数が減っている状況であったことで多くの帰宅困難者が発生した。こうした背景から、都心ではシェアサイクルの利用が急増し、千代田区や港区などのポートでは、一斉に貸し出し可能台数が1台もない状況が発生した。

## 分類

### 駐輪場式

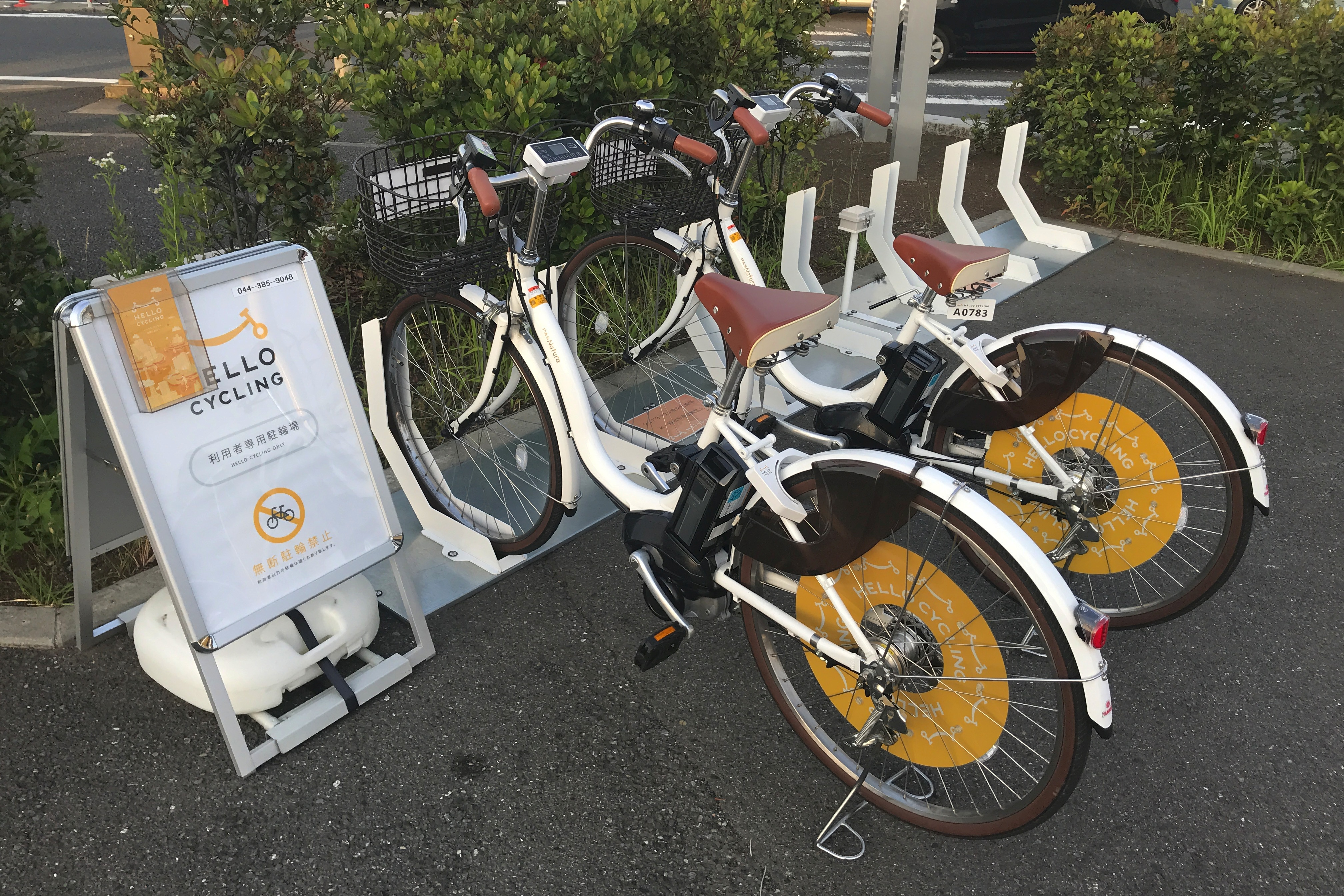
首都圏で導入されるスマートフォン認証式の「ハローサイクリング」

街中に多数設置されているドッキングステーションとなる「ポート」や「ラック」等で借り、目的地に近いドッキングステーションで返却する方式。
この方式による自転車シェアリングは、首都では1995年にデンマークのコペンハーゲンで最初に導入された。当初は借りる時にデポジットを払い、返却時に返還される、実質的に無料で利用できたが、デポジットが20デンマーク・クローネ（約300円）と低額であったこともあり、返却されずに放置されたり、破損されたりする問題があったために2012年に新たなシステムが導入された。1860台の自転車と100か所のステーションを用意し、GPSを使って放置自転車を発見・回収したり、目的地までのナビゲーターや公共交通機関の時刻表を示すなどの付加価値が加えられた。ヨーロッパの首都ではパリのものが最大で、主に広告収入をもとに低価格のサービスを実現している。ほかにアメリカ合衆国ではニューヨークで2013年にCiti Bikeが、カナダのモントリオールで2009年にBIXIが導入されるなど、2016年段階で世界900以上の都市で導入されている。
日本では「シェアサイクル」または「コミュニティサイクル」の名で導入された。2015年の交通政策基本計画で活用普及がうたわれたが、2016年段階では数百台規模にすぎなかった。その後、導入する自治体が225団体までに拡大している。

### 駐輪場を持たない方式

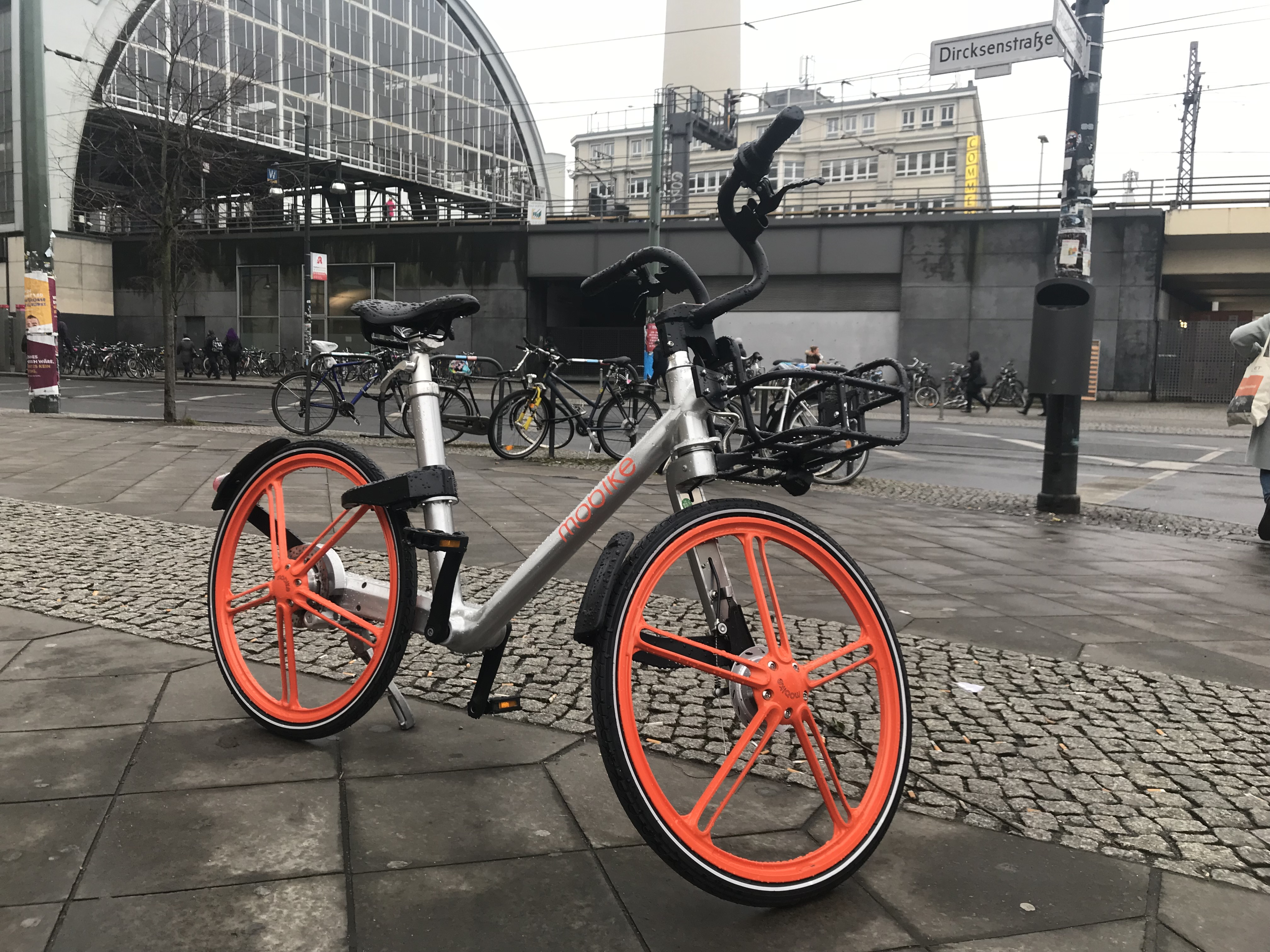
モバイクの自転車。ベルリン

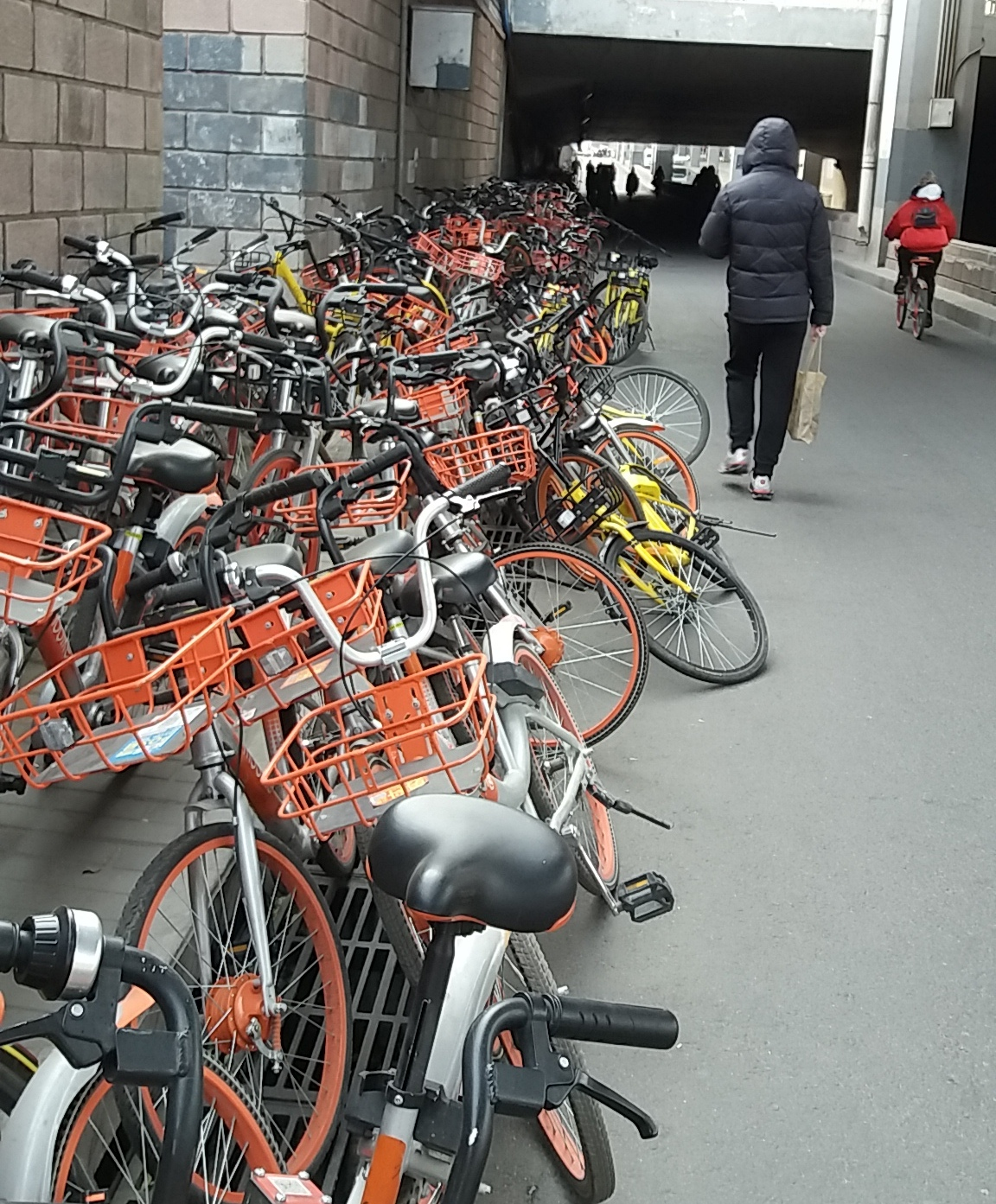
ポートレス方式のため散乱する中国のシェア自転車「モバイク」

中華人民共和国では、2014年ごろに駐輪場をもたないシェア自転車が登場し、急激にシェアを伸ばした。
中国でも最初は駐輪場を持つ方式が導入された。最初2008年北京オリンピックのために北京市で一時的にシェア自転車が導入され、その後2008年に杭州市、2009年に武漢市で本格的な導入が行われた。2014年には自転車の数が世界一の43万台に達した。しかしながら、目的地の駐輪場に空きがなかったり、自転車や駐輪場が故障していることが多いという問題が発生した。
駐車場を持たない方式では、これに対して基本的に自転車は目的地に放置される。自転車はGPSを使ったSIMカード内蔵の鍵を装備しており、スマートフォンを使って近くにあるシェア自転車を検索・予約し、自転車についているQRコードの読み取りによって解錠し、目的地で施錠、決済を行う。業者は夜間・早朝に放置されている自転車を回収・再配置する。
中国では2010年代にスマートフォンの利用とネット決済が広まり、また交通公共機関が整備されて、下車後目的地までの「ラストワンマイル」を解決するためにシェア自転車の需要が発生した。政府もまた2015年に「インターネット+計画」を策定し、2016年からの第13次五か年計画において公共交通と自転車利用の奨励を提起するなど、シェア自転車は政策にも合致していた。
2015年頃から自転車シェアリングに参入する業者が増加し、瞬く間に都市部を中心にサービスが拡大した。一時は、高速鉄道、モバイル決済、ネットショッピングと並ぶ「中国新四大発明」と呼ばれた。進出企業の急激な増加により中国市場が飽和状態になると、次々と海外進出が始まり、2017年8月には業界一位のモバイクが札幌市で、2018年3月には業界二位のofoが和歌山市に進出した。しかしながら、2017年を境に倒産する中小企業が相次いだ。四川省重慶市を拠点としていた悟空単車が倒産すると町町単車、3Vバイク、酷騎単車、小藍単車、小鳴単車が相次いで経営破綻した。経営破綻に当たっては、町町単車の経営陣がデポジット料金を持ち逃げするように行方不明になったほか、利用者サイドも自転車の持ち逃げや不法投棄を行うなどモラルの無さが際立った。これら企業の倒産ラッシュで200万台の自転車がゴミになったと推計するデータも存在する。
2016年に30社、2017年に70社もの会社による激しい競争が行われ、大手のofo・モバイクはともに2016年に500万台ほどの自転車を導入したという。しかし、2018年には40社以下に減少した。ofoなど大手も採算が取れるようになる見通しがつかず、経営難に陥っている。2018年末にはofoが倒産を予定していると報告された。
中国での無軌道な発達と衰退はともかく、方式自体は中国以外でも評価され、台湾のYouBike、アメリカ合衆国のジャンプ (Jump (transportation company)) （2018年にUberが買収、2020年にLime (Lime (transportation company)) が買収）のように、同様の駐輪場を持たないサービスを行う会社が現れた。しかし放置された自転車が障害者にとって危険であると批判されている。

## 日本国内でのサービス展開

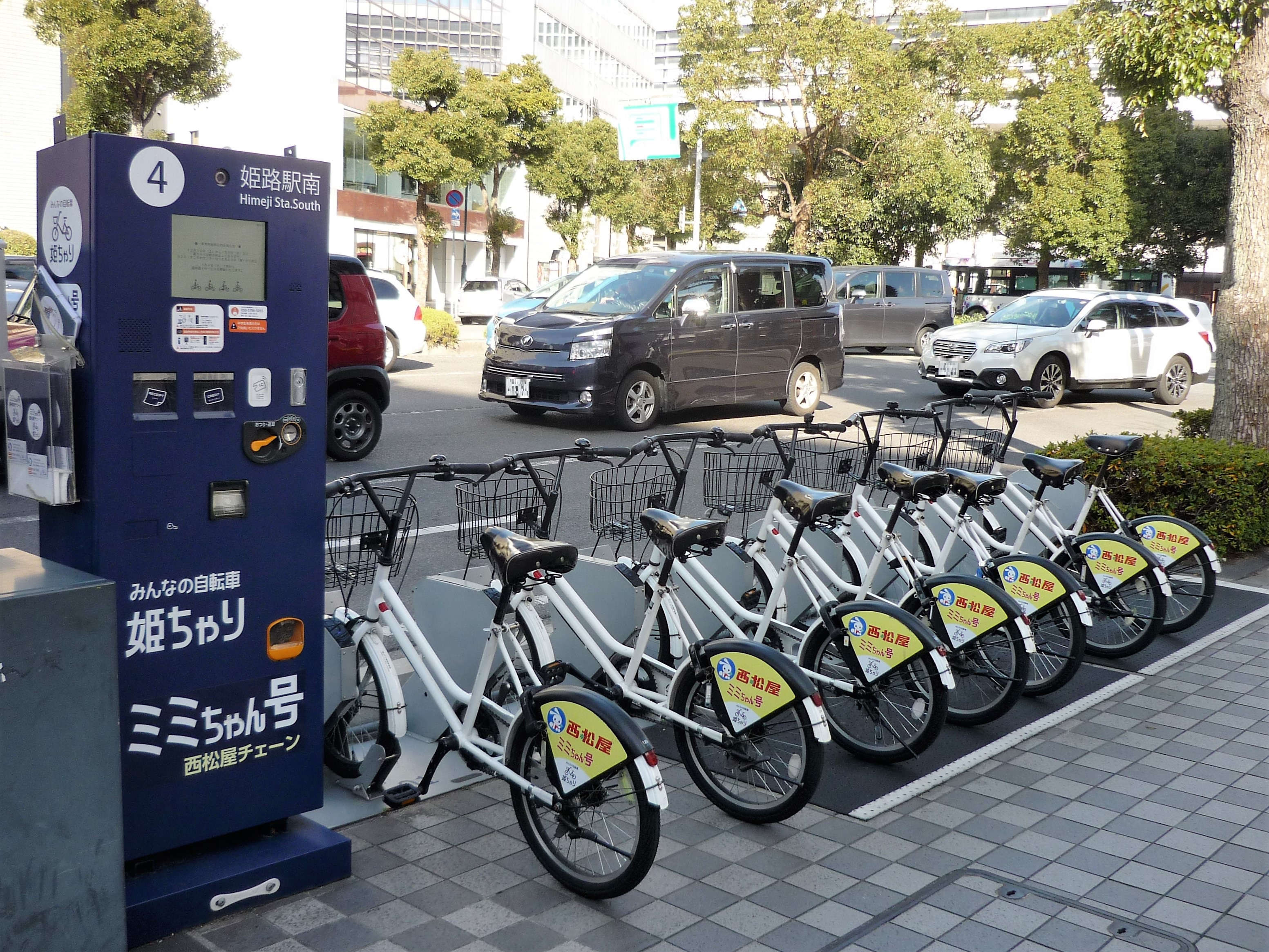
コイン払い方式の姫ちゃり。西松屋の企業広告とネーミングライツ「ミミちゃん号」を導入している

日本国内の複数都市で展開されるシェアサイクル事業は以下のようなものがある。
- ドコモ・バイクシェア
- HELLO CYCLING
- P!PPA
- COGICOGI
- チャリチャリ
- ecobike
- LUUP

国土交通省はシェアサイクルの在り方検討委員会を設置し、日本国内でのシェアサイクル展開について議論し、「シェアサイクル事業の導入・運営のためのガイドライン」を制定した。